# Smaug
Smaug je zmaj iz romana Hobit. Pred dolgo časa je prišel pod Goro, pregnal škrate in si prisvojil zaklad. Ko se je nekaj škratov vrnilo ponj, v iskanju Arhkamna je bil zmaj zelo besen. Zato se je odločil, da bo uničil bližnje mesto, saj so tatovi verjetno od tam. In med njegovim nočnim letom (ko je letel proti mestu, da bi ga uničil), so škratje tudi dokončno vstopili v goro Erebor, ter jo zasegli. (Bilbo, ki je bil član odprave, ki je prišla povrnit očenjatvo, Arhkamen in ponos je dobil v dar mithrilno verižno srajco, ki jo je kasneje predal Frodu). Zmaj je požgal mesto ob Dolgem Jezeru, nato pa ga Bard (poveljnik z Dolgega Jezera) ubil. V romanu Hobit je opisan kot ogromno štirinožno, krilato, kuščarju podobno bitje zlato-rdeče barve, ki bruha ogenj.